# 富津中央インターチェンジ
富津中央インターチェンジ（ふっつちゅうおうインターチェンジ）は、千葉県富津市にある館山自動車道のインターチェンジである。
建設当初の仮称は「浅間山インターチェンジ」であった。

## 歴史
- 2005年（平成17年）3月19日：富津中央IC - 富津竹岡IC間開通[1]。
- 2007年（平成19年）7月4日：君津IC - 富津中央IC間開通。
- 2019年（平成31年）3月31日 : 君津IC - 富津中央IC間4車線化[2]。
- 2020年（令和2年）3月6日 : 富津中央IC - 富津竹岡IC間4車線化。
- 2023年（令和5年）12月7日 : 料金所をETC専用化[3]。

## 料金所
- ブース数：4

### 入口
- ブース数：2
  - ETC専用：1
  - ETC・サポート：1

### 出口
- ブース数：2
  - ETC専用：1
  - ETC・サポート：1

## 接続する道路
- E14館山自動車道(19番)
- 国道127号

## 周辺
- マザー牧場
- 鹿野山
- 東京湾観音
- 佐貫町駅
- 富津浅間山バスストップ - 東京方面、新宿方面、千葉方面、羽田空港・横浜方面への高速バスが発着

## 隣
E14 館山自動車道
(18)君津IC - 君津PA/SIC - (19)富津中央IC - (20)富津竹岡IC